# 上野焼

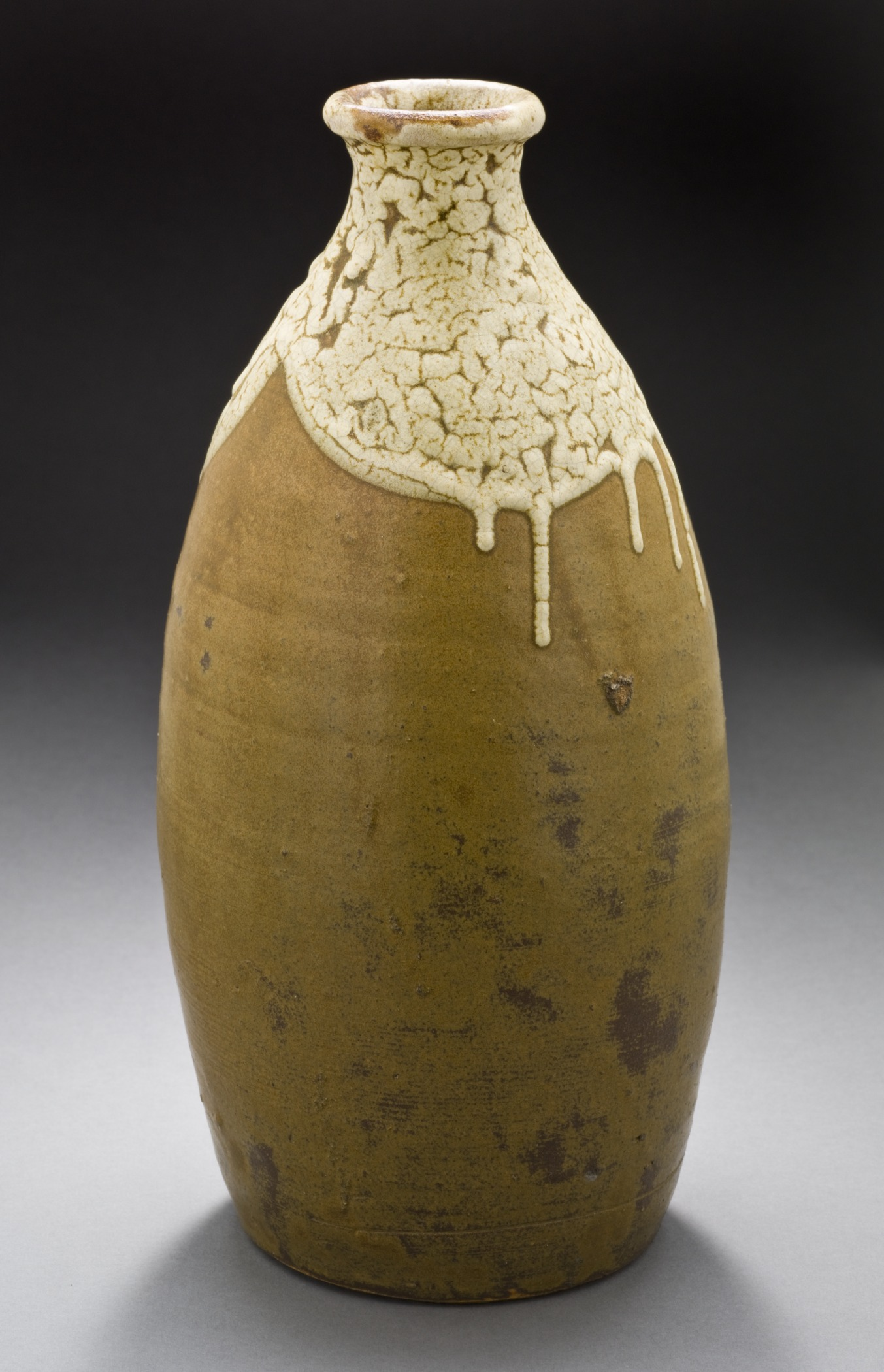
徳利

上野焼（あがのやき）は、福岡県田川郡香春町、福智町、大任町で焼かれる陶器。
豊臣秀吉の朝鮮出兵（文禄・慶長の役）の引き上げの際、加藤清正が連れ帰った尊楷（上野喜蔵）が、細川忠興の小倉城入城の際に招かれ、豊前国上野に開窯したのが始まりである。最初の窯は皿山窯（本窯）、釜の口窯、岩谷窯（唐人窯）の3つで、これらは上野古窯と呼ばれる。江戸時代に入ると、小堀遠州に高く評価され、遠州七窯の一つにも数えられるほど茶人に好まれた。明治期には衰退の様相を見せたが、1902年に復興、1983年には通産省（現在の経産省）指定伝統的工芸品の指定を受けた。
上野焼の特徴は他の陶器と比べると生地が薄く、軽量であることである。また使用する釉薬も非常に種類が多く、青緑釉、鉄釉、白褐釉、黄褐釉など様々な釉薬を用い、窯変（窯の中で釉薬が溶け、千変万化の模様を作り出すこと）を生み出すのが特徴で、絵付けは基本的に用いない。